# Scymnus hoffmanni
Scymnus hoffmanni is een keversoort uit de familie lieveheersbeestjes (Coccinellidae). De wetenschappelijke naam van de soort is voor het eerst geldig gepubliceerd in 1879 door Weise.